# Simon Grimm

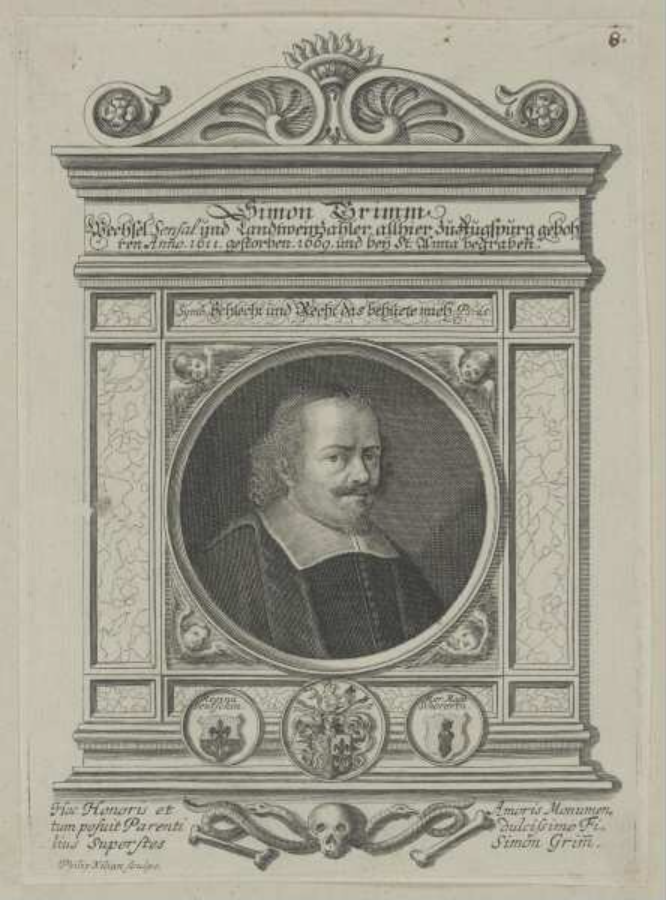
Simon Grimm (gestochen von Philipp Kilian)

Simon Grimm (* 1636 in Augsburg; † 1684 ebenda) war ein deutscher Maler und Kupferstecher mit eigenem Kunstverlag. Der Kunsthistoriker Georg Paula verortete Grimms Wirkungsdaten  zwischen 1700 und 1720, möglicherweise weil beispielsweise von Grimms Ansichtensammlung Augusta Vindelicorum weitere Auflagen auch noch im 18. Jahrhundert erschienen.

## Wirken
Zwischen 1670 und 1682 dokumentierte er Kirchen, Tore, Springbrunnen und Gebäude in Augsburg und schuf damit „die erste systematische Abbildungsserie bedeutender Bauten“ Augusta Vindelico (1682).
Er malte auch Landschaftsbilder mit Tieren. Seine Radierungen mit Büsten und „Fürsten zu Pferd“ seien „von mittelmäßiger Arbeit“  im Gegensatz zu seinen radierten Landschaftsbildern mit Figuren gewesen.

Auswahl an Stichen Augsburger Gebäude nach Grimm
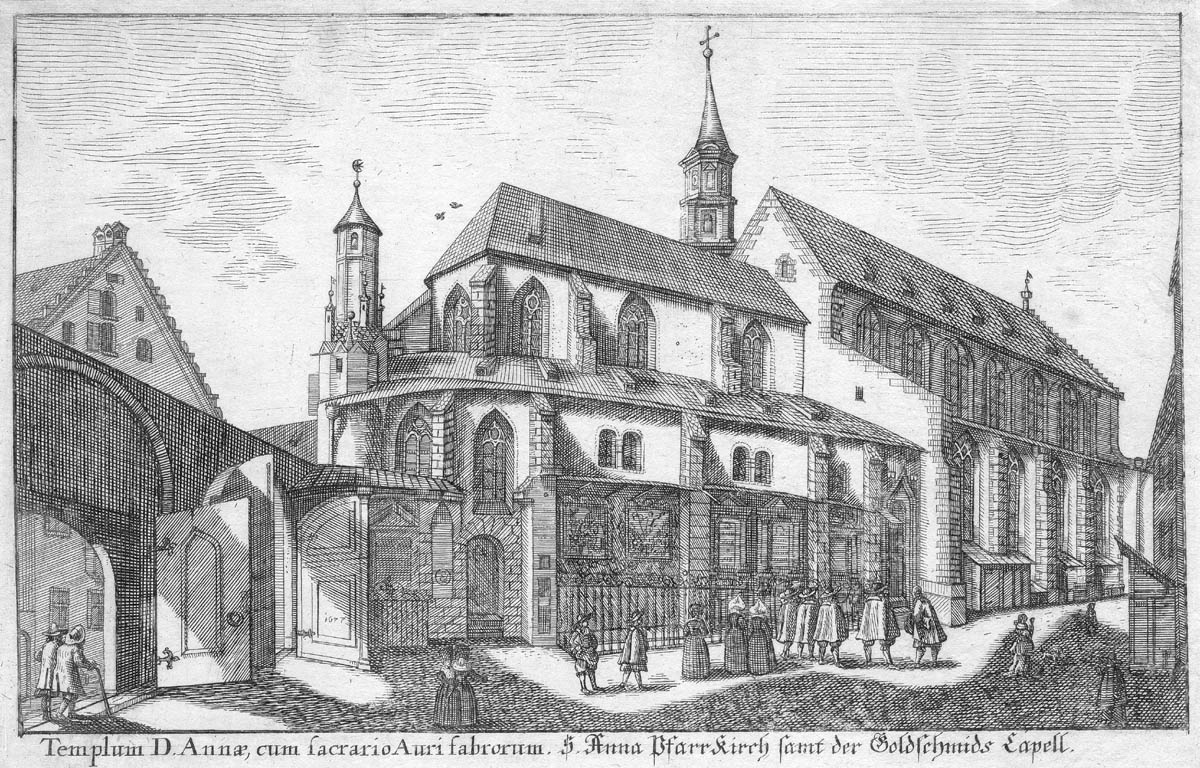
St. Anna-Kirche
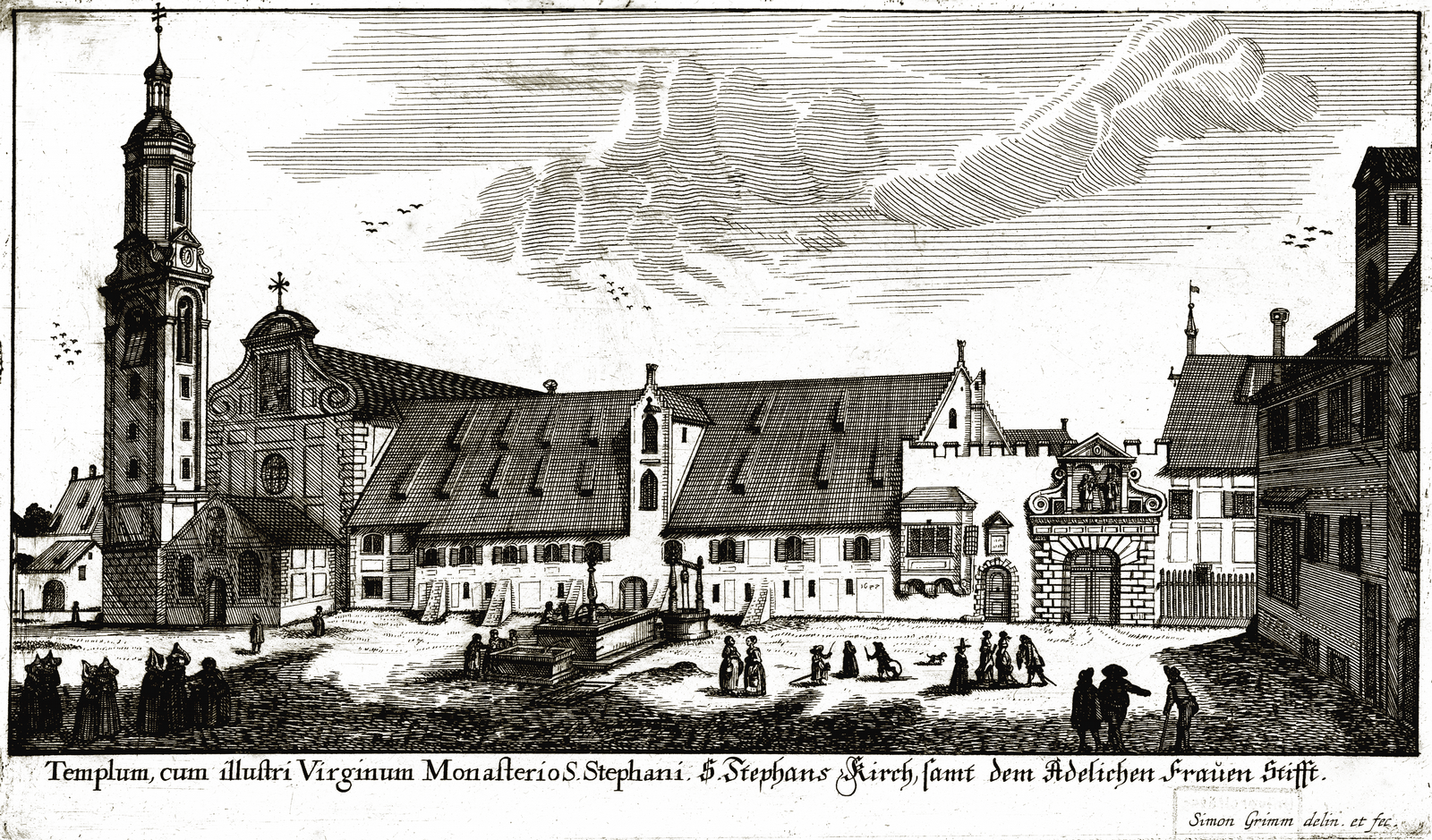
St. Stephan
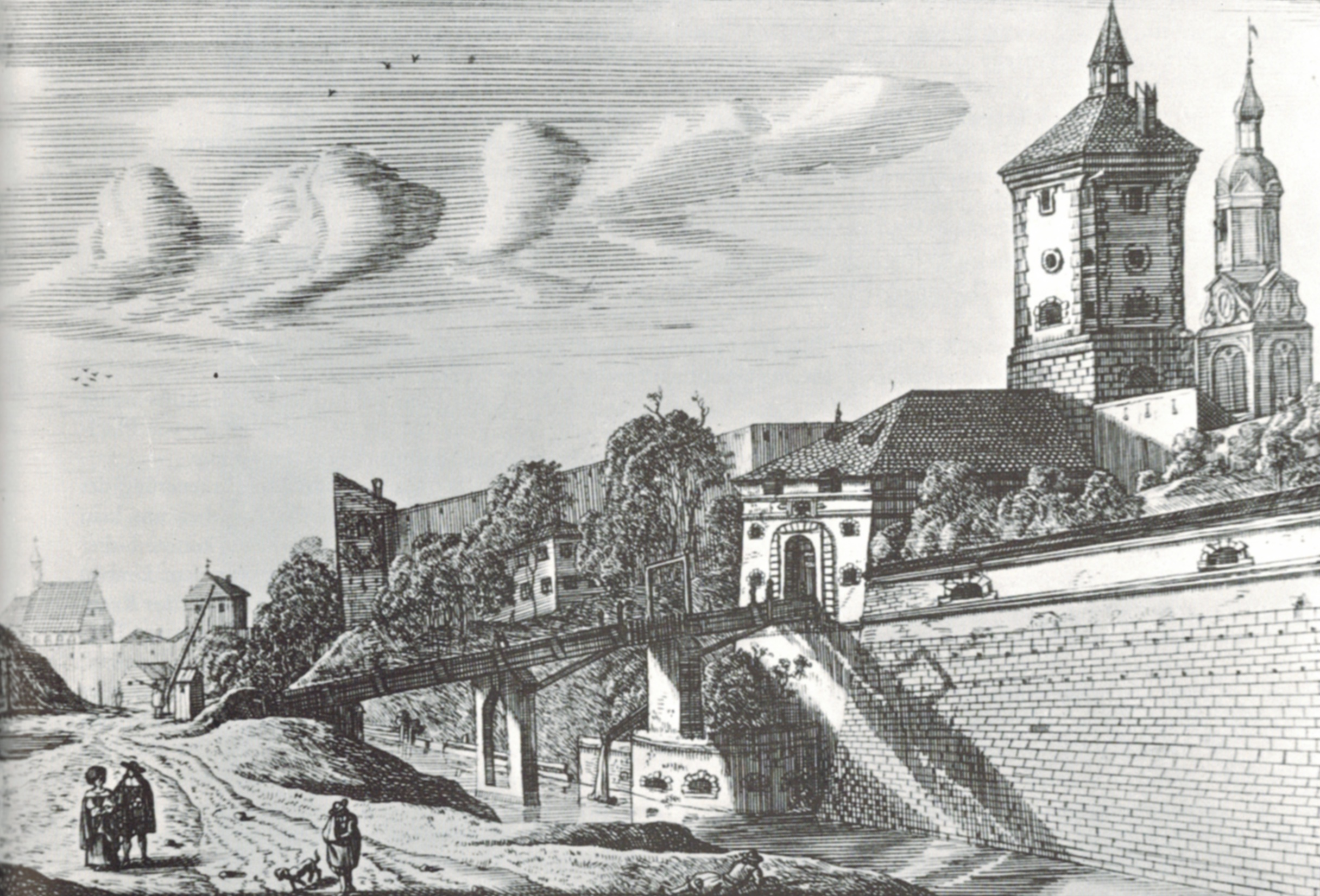
Stephingertor
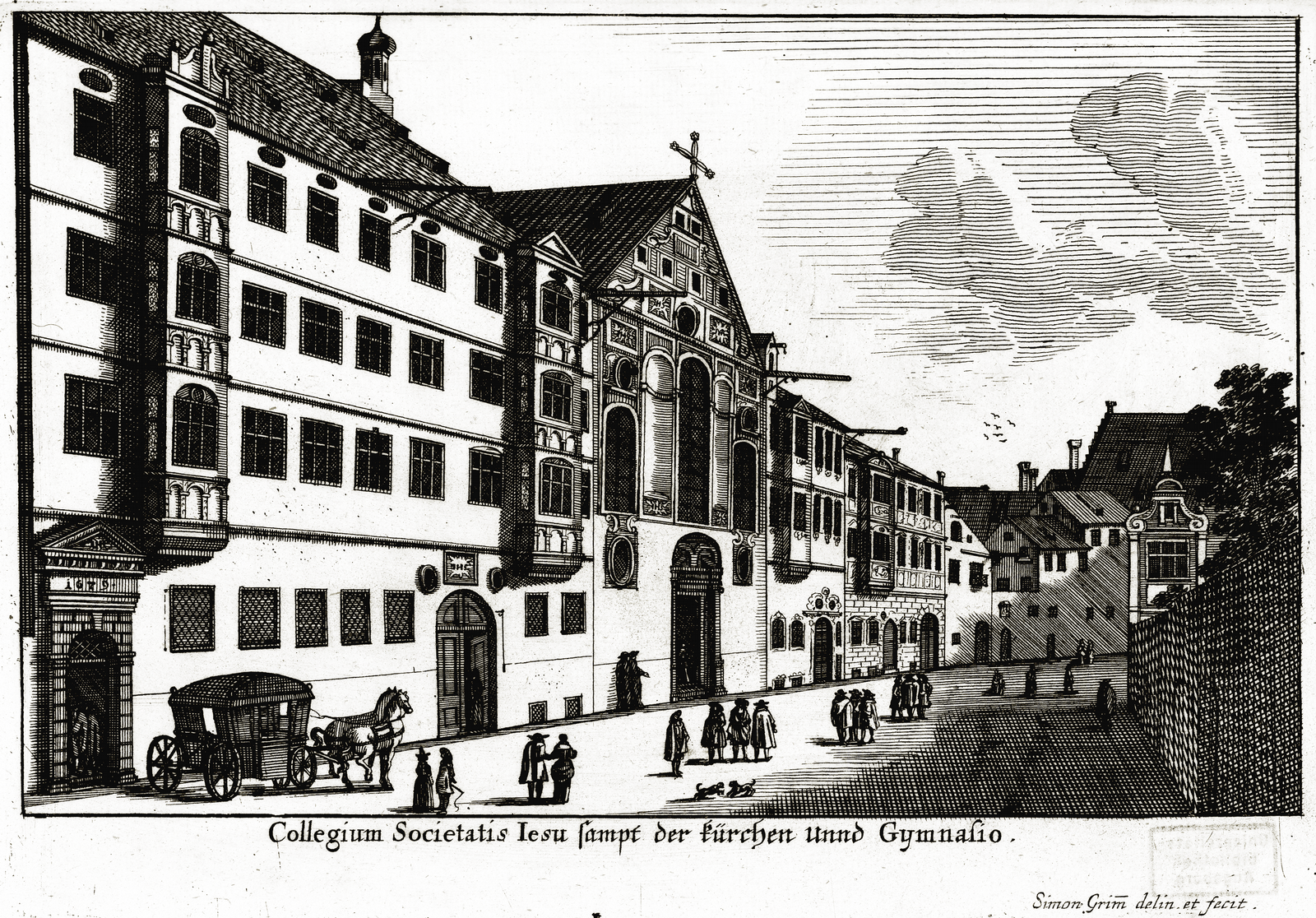
Jesuitenkolleg St. Salvator
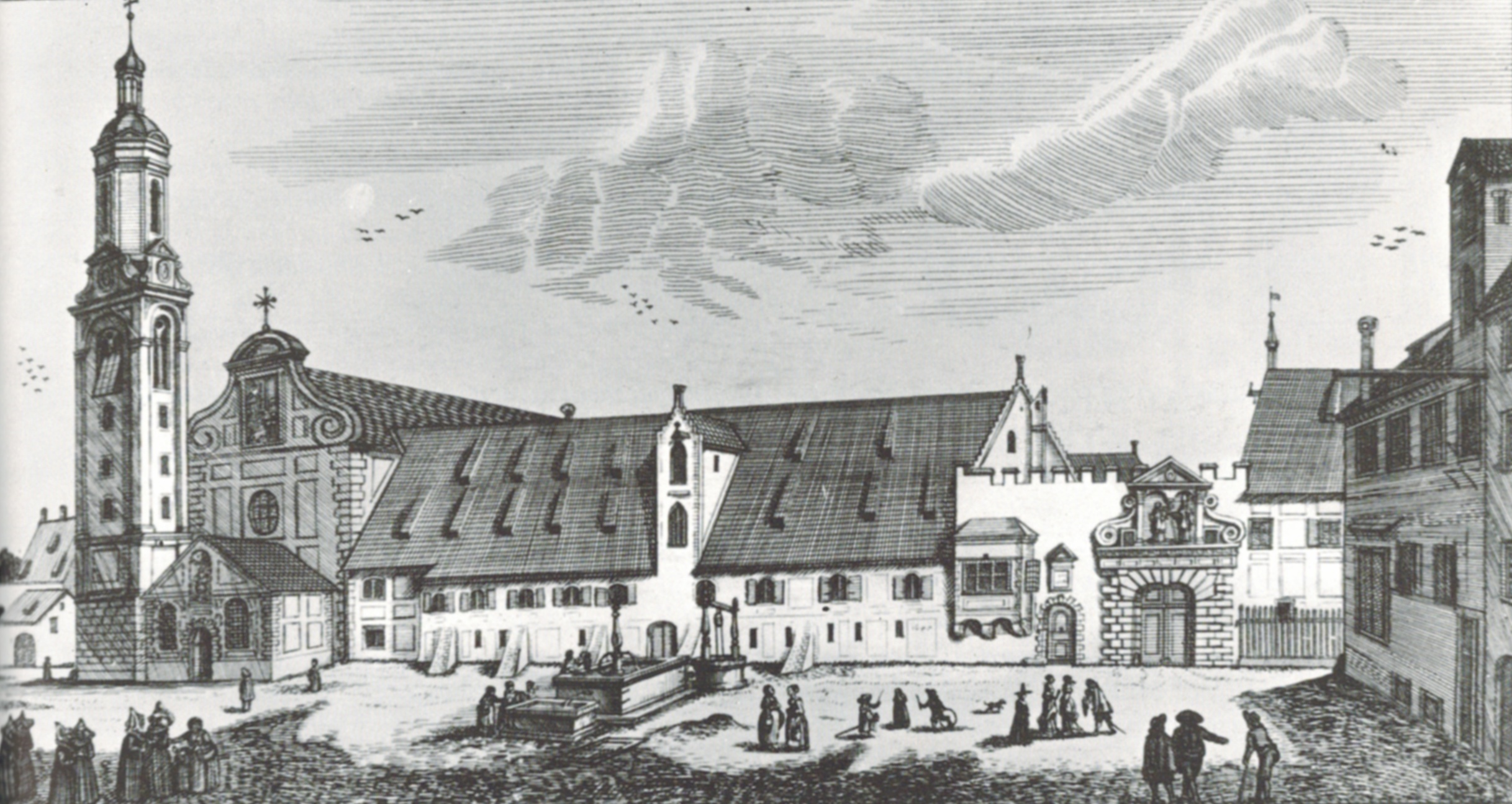
Kloster St. Stephan
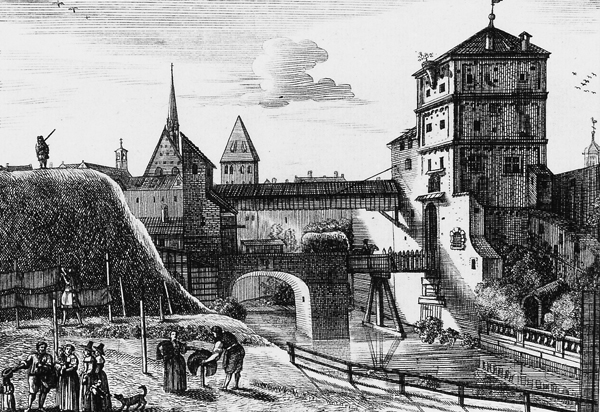
Vogeltor
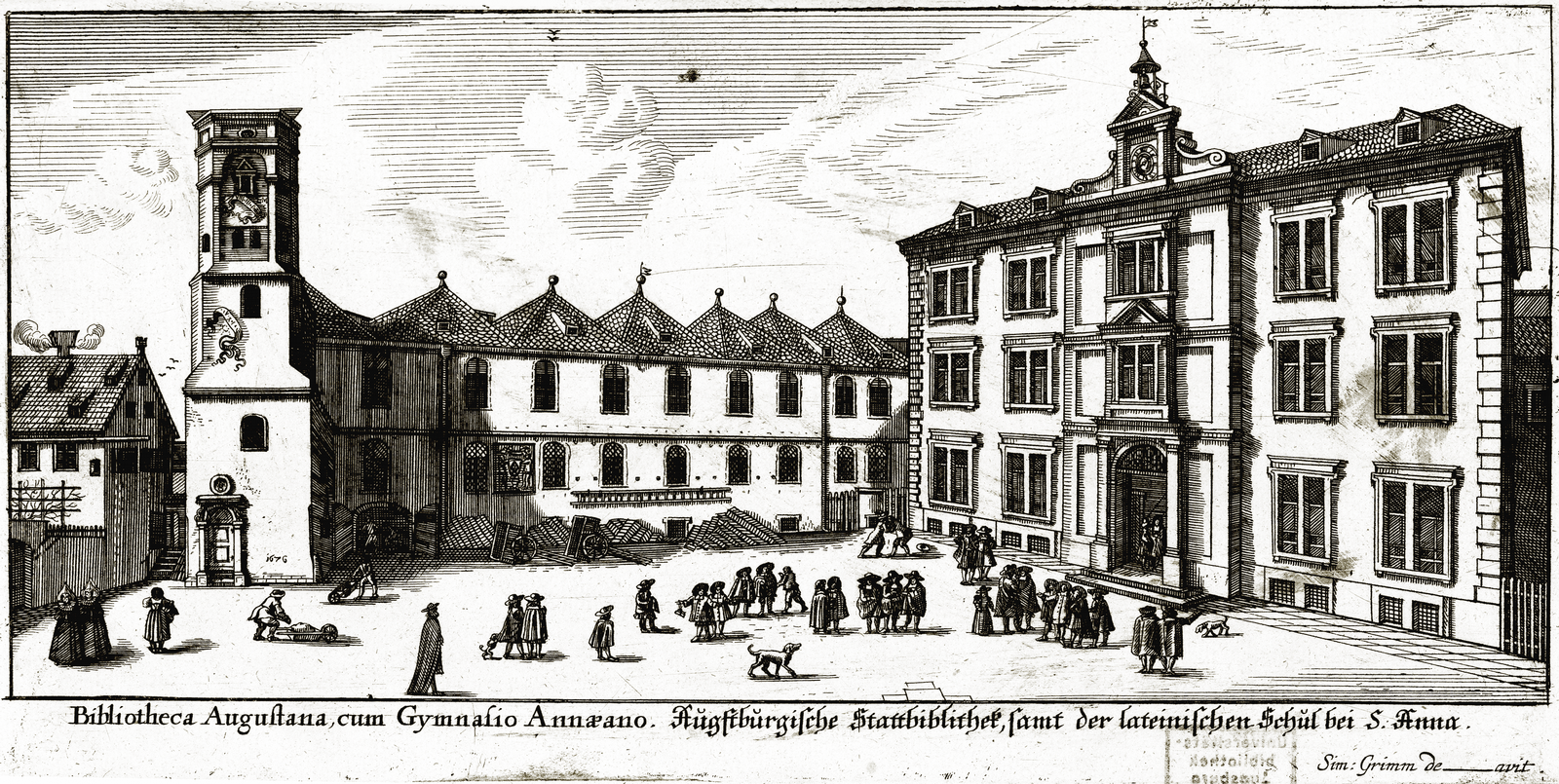
Gymnasium bei St. Anna

## Werke
- Augusta Vindelicorum (Online)